# فابيان سيردا
فابيان سيردا (بالإسبانية: Fabián Cerda)‏ هو لاعب كرة قدم ومدرب كرة قدم تشيلي، ولد في 7 فبراير 1989 في سانتياغو في تشيلي. لعب مع نادي أونيفرسيداد كاتوليكا.

## وصلات خارجية
- فابيان سيردا على موقع إي إس بي إن إف سي (الإنجليزية)
- فابيان سيردا على موقع قاعدة بيانات كرة القدم.إي يو (الإنجليزية)
- فابيان سيردا على موقع Soccerway.com (الإنجليزية)
- فابيان سيردا على موقع عالم كرة القدم.نت (الإنجليزية)
- فابيان سيردا على موقع AS.com (الإسبانية)